# Stazione di Busa di Vigonza
Stazione di Busa di Vigonza vasútállomás Olaszországban, Veneto régióban, Vigonza településen.

## Vasútvonalak
Az állomást az alábbi vasútvonalak érintik:
- Milánó–Velence-vasútvonal

## Kapcsolódó állomások
A vasútállomáshoz az alábbi állomások vannak a legközelebb: 
- Stazione di Ponte di Brenta
- Stazione di Vigonza-Pianiga